# Elección al Senado de los Estados Unidos en Utah de 2024
La elección del Senado de los Estados Unidos de 2024 en Utah se llevaron a cabo el 5 de noviembre de 2024 para elegir a un miembro del Senado de los Estados Unidos por el estado de Utah. El senador republicano titular de primer mandato Mitt Romney fue elegido con el 62,6% de los votos en 2018 y ha expresado interés en postularse para la reelección.
Romney ha sido uno de los críticos más férreos del presidente Donald Trump dentro del Partido Republicano, y votó a favor de condenar a Trump en los dos procesos de juicio político, por lo que podría ser desafiado dentro de las primarias del partido por un candidato apoyado por Trump.